# 森山千菜美
森山 千菜美（もりやま ちなみ、6月9日 - ）は、日本の元女優。東京都出身。ニューウォーカーズに所属していた

## 人物
- 小学3年生の時に子供ミュージカルで銀座博品館にて初舞台を踏む。
- 舞台での出演が多い。
- 日本芸術高等学園卒業。
- 趣味　読書、DVD鑑賞。
- 幼い頃からジャズダンス、ファンキー、HipHopと習っていた。
- 女性アイドルグループSDN48の元メンバーである奈津子・亜希子とは過去に同じ事務所だったこともあり慕っている。

## 略歴
- 2016年ダンガンロンパ 希望の学園と絶望の高校生不二咲 千尋 役[注 1]

## 出演

### 舞台
- ミュージカル「kiddy2003 不思議なアメ玉」ナナミ役（2003年）
- Go.JET!Go!Go!ZERO（2011年）
- こもれびの中で2011 - 平野役（2011年）
- Go.JET!Go!Go!vol.1　〜I Love Youが言えなくて〜（2012年）
- SAKURA - 平野那江役（2012年）
- りばーしぶる（2012年）
- 自分が嫌いになる、その前に。（2012年）
- Go.JET!Go!Go!vol.2　〜浮気なJETのパレットキャット〜（2012年）
- 六畳一間で愛してる（2013年）
- 解体屋!!BARASHIYA　〜そこは残しておくよ〜（2013年）
- Go.JET!Go!Go!vol.5　〜涙のドライマティーニ、ガールズにライバル出現！？（2013年）
- 結晶物語（2013年） - 主人公の妹役、女子高生役
- 時空警察ヴェッカー改 ノエルサンドレ（2014年） - 芹川葵 役（空組）
- FreakBox-The：final〜世にも奇妙なフリークス達によるパフォーマンスショ〜（2014年）
- メイツ！　〜ブラウン管の向こうへ〜（2014年）
- Go,JET! Go!Go!vol.7　〜そんなヒロシに騙されて〜 - 主人公 美月役（2015年）
- ダンスショー「mob!!!」デザインフェスタ　@東京ビッグサイト（2015年）
- Go.JET!Go!Go!vol.6　〜追憶のブルージーン・クリスマス（2015年）
- Go,JET! Go!Go!vol.9　〜ラストメモリーは突然に〜 - 主演（2016年）
- ダンガンロンパ 希望の学園と絶望の高校生 - 不二咲 千尋 役（2016年）

### TV
- TOKYO MX「男子ing」天狗ガール役

### BS/CS/スカパー
- BSフジ　ディズニー ネポスナポス こどもClub

### 広告
- TBC 脱毛サロン「エピレ」

### CM
- NTTDOCOMO「しゃべってコンシェルジュ」